# His Last Bow
Pour plus de détails, voir Fiche technique et Distribution.
His Last Bow est un film britannique réalisé par George Ridgwell, sorti en 1923.

## Synopsis
À la veille de la Première Guerre mondiale, Sherlock Holmes déjoue les plans de Von Bork, un espion allemand.

## Fiche technique
- Titre original : His Last Bow
- Réalisation : George Ridgwell
- Scénario : Geoffrey H. Malins et Patrick L. Mannock, d'après la nouvelle Son dernier coup d'archet d'Arthur Conan Doyle
- Direction artistique : Walter W. Murton
- Photographie : Alfred H. Moise
- Montage : Challis N. Sanderson
- Production : George Ridgwell
- Société de production : Stoll Picture Productions
- Société de distribution : Stoll Picture Productions
- Pays d'origine :  Royaume-Uni
- Langue originale : anglais
- Format : noir et blanc — 35 mm — 1,37:1 — Film muet
- Genre : Film policier
- Durée : deux bobines
- Date de sortie :
  - Royaume-Uni : mars 1923

## Distribution
- Eille Norwood : Sherlock Holmes
- Hubert Willis : Docteur John Watson
- Nelson Ramsey : Von Bork
- Van Courtland : Baron Herling
- Kate Gurney : Martha
- N. Watt-Phillips : un officier
- Alec Flood
- Ralph Forster
- Tom Beaumont